# Mount Hubley
Mount Hubley je druhý nejvyšší vrchol Brooksova pohoří na Aljašce, nacházející se v jeho východní části, přibližně 8 km severně od Mount Isto, nejvyššího vrcholu tohoto pohoří. Je součástí Arktické národní přírodní rezervace a od roku 1958 je pojmenována po Richardu Carletonu Hubleym, koordinátorovi Mezinárodního geofyzikálního roku, který zemřel v roce 1957 při výzkumu sousedního ledovce McCall. V roce 2014 došlo k novému měření při němž se zjistilo, že vrchol Mount Hubley je vyšší než vrchol hory Mount Chamberlin. 